# Markel Bergara
Markel Bergara Larrañaga (Elgoibar, 5 maggio 1986) è un ex calciatore spagnolo, di ruolo centrocampista.